# Борелевская сигма-алгебра
Боре́левская си́гма-а́лгебра — минимальная сигма-алгебра, содержащая все открытые подмножества топологического пространства (также она содержит и все замкнутые). Эти подмножества также называются борелевскими.
Если не оговорено иное, в качестве топологического пространства выступает вещественная прямая.
Борелевская сигма-алгебра обычно выступает в роли сигма-алгебры случайных событий вероятностного пространства.
В борелевской сигма-алгебре на прямой или на отрезке содержатся многие «простые» множества: все интервалы, полуинтервалы, отрезки и их счётные объединения.
Названа в честь Эмиля Бореля.

## Связанные понятия
- Борелевское пространство — топологическое пространство, снабжённое борелевской сигма-алгеброй.
- Борелева (борелевская) функция — отображение одного топологического пространства в другое (обычно оба суть пространства вещественных чисел), для которого прообраз любого борелевского множества есть борелевское множество.
- Мера Бореля — мера, определённая на всех открытых (а значит, и на всех борелевских) множествах топологического пространства.

## Свойства
- Всякое борелевское множество на отрезке является измеримым относительно меры Лебега, но обратное неверно.

## Пример измеримого по Лебегу, но не борелевского множества
Любое подмножество множества нулевой меры автоматически измеримо по Лебегу, но такое подмножество может не быть борелевским.
Рассмотрим функцию {\displaystyle f(x)={\tfrac {1}{2}}(x+c(x))} на отрезке {\displaystyle [0,1]}, где {\displaystyle c(x)} — канторова лестница.
Эта функция монотонна и непрерывна, как следствие — измерима. Также измерима обратная к ней функция {\displaystyle g}.
Мера образа канторова множества равна {\displaystyle {\tfrac {1}{2}}}, так как мера образа его дополнения равна {\displaystyle {\tfrac {1}{2}}}.
Поскольку мера образа канторова множества ненулевая, в нём можно найти неизмеримое множество {\displaystyle A}.
Тогда его прообраз {\displaystyle D=f^{-1}(A)} измерим (так как он лежит в канторовом множестве, мера которого нулевая), но не является борелевским (поскольку иначе {\displaystyle A} было бы измеримо как прообраз борелевского множества {\displaystyle D} при измеримом отображении {\displaystyle g}).